# Justizvollzugsanstalt Erding – Einrichtung für Abschiebungshaft
Die Justizvollzugsanstalt Erding – Einrichtung für Abschiebungshaft (auch: Justizvollzugsanstalt Erding, kurz JVA Erding) ist eine ursprünglich als Justizvollzugsanstalt errichtete Abschiebungshafteinrichtung für männliche Erwachsene in Erding (Bayern).

## Geschichte
Die Anstalt wurde 1901 fertiggestellt und dem Amtsgericht Erding angegliedert. Während des Zweiten Weltkrieges war die Anstalt vorübergehend eine Jugendarrestanstalt. Zum 1. Januar 1980 wurde sie der Justizvollzugsanstalt Landshut angegliedert.
Im Februar 2018 wurde die Justizvollzugsanstalt Erding als zusätzliche Einrichtung für Abschiebungshaft umgewidmet und am 9. Oktober 2018 wurde ihre Frauenabteilung aufgelöst.